# Euphyia aksuensis
Euphyia aksuensis là một loài bướm đêm trong họ Geometridae.